# Giggs
Nathaniel Thompson (Peckham, 11 de maio de 1983), mais conhecido como Giggs, é um rapper inglês.